# Rayman
Rayman é uma série de jogos eletrônicos de plataforma criada por Michel Ancel, desenvolvida e distribuída pela Ubisoft Entertainment. 
O Rayman original (1995) é um jogo de plataformas similar a outros da era de 32-bit. Rayman 2: The Great Escape (1999) moveu a série para o 3D, acrescentando mais variedade nas acções como ser puxado por uma cobra para dentro de um pântano, andar num foguete ou nadar temporariamente na água. Rayman 3: Hoodlum Havoc (2003) manteve a base de Rayman 2, mas deu maior ênfase ao combate. Os jogos portáteis são na sua maior parte em 2D; Rayman DS e Rayman 3D são as únicas excepções, vistos que ambos são portabilidades de Rayman 2. 
Rayman Raving Rabbids, planeado originalmente para ser um jogo de plataformas clássico, acabou por ficar uma colecção de mini-jogos depois da equipa de produção experimentar o Wii Remote e o Nunchuck. Os primeiros vídeos do jogo mostram uma atmosfera mais negra longe do típico jogo Rayman, e mostra o protagonista Rayman a cavalgar animais como uma aranha gigante. Rayman podia alterar a sua aparência e o estilo de dança para entrar nos Rabbids. A ideia acabou por ser abandonada, e substituida por mini-jogos baseados em movimentos, similar a WarioWare: Smooth Moves. Apesar de ter sido concebido para o comando de movimentos da consola Wii, Rayman Raving Rabbids também foi lançado para Xbox 360, PlayStation 2, Nintendo DS e PC substituindo as acções físicas pelos botões e movimentos dos vários comandos. Rayman M mostra os personagens Rayman a correr através de níveis do género plataformas e lutando num modo arena. Já Rayman Junior, um jogo educativo, foca-se menos na jogabilidade e mais na aprendizagem.
Os jogos principais da série tem histórias e cenários muito distintos, descritos muitas vezes por diferentes reinos dentro do mundo de Rayman. Não obstante, para além do personagem titulo, vários personagens (Globox, Murfy, Ly) e temas (libertar seres mágicos de jaulas, coleccionar energia mágica, etc.) aparecem com regularidade. Em Novembro de 2015, a série já tinha vendido mais de 28 milhões de unidades em todo o mundo.
O

## O Universo de Rayman
A maior parte do universo de Rayman é de natureza com fantasia abstrata. A maioria dos jogos são vividos em três ambientes totalmente diferentes, o primeiro é a casa de Rayman, o segundo é o reino de um deus chamado Polokus e o terceiro é o reino do deus chamado Leptys.

## Personagens

### Personagens Principais
- Rayman É uma criatura criada por descendentes de uma raça misteriosa, que ficou conhecido como o "isso". De acordo com o primeiro jogo, aparentemente ele ama Betilla. Mas isso não pode ser 100% comprovado. E sua aparência é que ele tem luvas brancas, tênis amarelos com detalhes brancos, rosto cor-de-pêssego, cabelo loiro e uma camisa roxa com argola vermelha e um anel branco que cobre seu tórax e abdome.
- Betilla, uma fada que luta para salvar a terra do feiticeiro que prendeu todos os lums no primeiro jogo e dá os poderes especiais à Rayman conforme ele avança no jogo .Também, de acordo com o primeiro, as expectativas é que ela ama Rayman. Mas não pode ser 100% comprovado.
- Ly, uma fada criada pela criatura Polokus. Ela ajuda muito Rayman no segundo jogo.
- Globox, O melhor amigo de Rayman.
- Tennias" uma espécie de peixe que Rayman salvou e por isso os dois viraram amigos.

### Vilões
- Mr.Dark, O primeiro e principal inimigo de RayMan. Não se sabe muito sobre ele, tirando que ele é um feiticeiro muito talentoso e cruel. Depois de roubar o Grande Protoon e aprisionar os Electoons, Mr. Dark se esconde em sua toca em Candy Chateau, acima da Caverna de Skops. Uma vez que RayMan o encontre, Mr.Dark se desloca para versões fundidas de seus principais Capangas, e depois que ele é derrotado, foge.
- Admiral Razorbeard, O pirata líder dos exercito dos "robos-piratas" que é conhecido por ser o arqui-inimigo de Rayman e temido por toda a galaxia. Razorbeard e seu terrível exercito vagam por inúmeros mundos em busca de habitantes para escravizar. Ele esta sempre bem armado com navios de guerra flutuantes e um enorme número de lacaios.
- Hoodlums, Red Luns (lums vermelhos) que foram corrompidos e se converteram em Black Lums (lums pretos). Geralmente aparecem sob um disfarce de pano que os dá movimentos humanos.
- André, Um terrível e poderoso Black Lum responsável por converter os Red Lums em Black Lums. André esta atrás do poder de Leptys e continua solto causando estragos no mundo de Rayman.
- The Rabbids, Estranhos coelhos malucos, com cara de psicopatas que pretendem dominar o mundo. Eles tem uma aparência docil, mas possuem um estranho senso de humor e não são muito inteligentes.

## Lista de Jogos
- Rayman
- Rayman Junior
- Amazing Learning Games With Rayman
- Rayman Gold
- Rayman Brain Games
- Rayman 2: The Great Escape
- Rayman 2: Revolution
- Rayman Arena
- Rayman Rush
- Rayman 3: Hoodlum Havoc
- Rayman Golf
- Rayman DS
- Rayman: Hoodlums' Revenge
- Rayman 10th Anniversary
- Rayman Raving Rabbids
- Rayman Raving Rabbids 2
- Rayman Raving Rabbids TV Party
- Raving Rabbids Travel in Time
- Rayman Origins
- Rayman 3 HD
- Rayman Jungle Run
- Rayman Legends
- Rayman Fiesta Run
- Rayman juquebox
- Rayman Adventures
- Rayman 4 (cancelado).